# Mineralogical Magazine
Mineralogical Magazine (abreujat com a Min. Mag.) és una revista científica revisada per experts creada l'any 1876. Es tracta d'una revista bimestral que publica articles de recerca en els camps de la mineralogia, la cristal·lografia, la geoquímica, la petrologia, la geologia ambiental i l'econòmica.
Segons el Journal Citation Reports, el factor d'impacte d'aquesta revista va ser de 2.210 el 2018. Els directors editorials són Roger Mitchell i Pete Williams.